# Klara Deutschmann
Klara Deutschmann (* 27. April 1989 in Hamburg) ist eine deutsche Schauspielerin.

## Leben
Deutschmann wurde als Tochter des Schauspielers Heikko Deutschmann und dessen damaliger Ehefrau, der Schauspielerin Heike Falkenberg, geboren. Ihre jüngere Schwester ist die Schauspielerin Marthe Lola Deutschmann. Aus einer späteren Beziehung ihres Vaters hat sie einen 2006 geborenen Halbbruder.
Sie sammelte erste Theatererfahrungen in einer Theater-AG an ihrem Gymnasium, dem Christianeum in Hamburg. Nach dem Abitur war sie im Rahmen von Work & Travel für ein Jahr in Australien. Von 2010 bis 2014 studierte sie Schauspiel an der Hochschule für Musik und Theater „Felix Mendelssohn Bartholdy“ Leipzig. Parallel zu ihrem Studium sammelte sie erste Erfahrungen in Film- und Fernsehproduktionen. Deutschmann war Mitglied des Ensembles des Central Theaters und des Schauspiels Leipzig. Am Düsseldorfer Schauspielhaus hatte sie ein Festengagement, und als freie Schauspielerin war sie u. a. am Schauspiel Hannover tätig.
Während ihres Festengagements am Düsseldorfer Schauspielhaus sah Sönke Wortmann Deutschmann auf der Bühne und besetzte sie für die historische Miniserie Charité. Es folgten weitere Film- und Fernsehproduktionen, u. a. Tatort, SOKO Leipzig und unter der Regie von Christian Schwochow Paula. 2016 war sie in der ZDF-Filmreihe Inga Lindström: Zurück ins Morgen und in dem ARD-Märchenfilm  Das Märchen vom Schlaraffenland erstmals gemeinsam mit ihrem Vater vor der Kamera zu sehen.
Von 2017 bis 2019 war sie in 17 Folgen von Hubert und Staller und 2018 in dem Spielfilm  Eine schöne Bescherung zu sehen. Von 2018 bis 2021 spielte sie die Hauptrolle in der sechsteiligen ARD-Filmreihe Reiterhof Wildenstein.
2020 eröffnete Deutschmann gemeinsam mit Robert Stadlober und Daniel Moheit die Kleist-Festtage in Frankfurt (Oder) mit einer Inszenierung der Texte von Stefan Heym. In dem gemeinsamen Band-Projekt haben sie Gedichte von Heym musikalisch eingespielt. Sie spielt dabei unter anderem Oboe. Im Herbst 2021 wurde dazu das Album Vom Aufstoßen der Fenster veröffentlicht.
Im März 2022 war Deutschmann mit ihrem Vater in der ZDF-Fernsehreihe Ein starkes Team in der Folge Abgestürzt zu sehen. 2022 war sie Mitglied des Rateteams in der neunten Staffel der Rateshow Kaum zu glauben!
Klara Deutschmann ist seit Dezember 2018 Vorstandsmitglied im Bundesverband Schauspiel. Als Repräsentantin des Ressorts Bühne und Diversität setzt sie sich ehrenamtlich für Verbesserungen der Arbeitsbedingungen am Theater ein. Gemeinsam mit Antoine Monot Jr. repräsentiert sie außerdem das Ressort Gleichstellung.
Deutschmann lebt in Berlin. Seit Ende 2022 ist sie Mutter.

## Filmografie
- 2003: Sternzeichen
- 2011: Die Stein (Fernsehserie, 4 Folgen)
- 2012: Die sechs Schwäne (Fernsehfilm)
- 2012: SOKO Wismar (Fernsehserie, Folge: Zuckerbrot)
- 2012: Heiter bis tödlich: Alles Klara (Fernsehserie, Folge: Spiel mir das Lied vom Tod)
- 2013: Heiter bis tödlich: Akte Ex (Fernsehserie, Folge: Treu bis ins Grab)
- 2013: Tatort: Die Fette Hoppe (Fernsehreihe)
- 2013: Konrad und Katharina
- 2014: SOKO Leipzig (Fernsehserie, Folge: Das gläserne Opfer)
- 2014 Der Staatsanwalt (Fernsehserie, Folge: 10x04 Bunga Bunga)
- 2014–2016: Ein Fall von Liebe (Fernsehserie, 5 Folgen)
- 2016: Inga Lindström: Zurück ins Morgen (Fernsehreihe)
- 2016: Ein Fall für zwei (Fernsehserie, Folge 3x1 Das schwarze Schaf)
- 2016: Das Märchen vom Schlaraffenland (Fernsehfilm)
- 2016: Paula (Kino)
- 2016: In aller Freundschaft – Die jungen Ärzte (Fernsehserie, Folge: Glaub an dich)
- 2017: Charité (Fernsehserie, fünf Folgen)
- 2017–2019: Hubert und Staller (Fernsehserie, 17 Folgen)
- 2018: Hubert und Staller – Eine schöne Bescherung (Fernsehfilm)
- 2018: Letzte Spur Berlin (Fernsehserie, Folge: Kinderspiel)
- 2018: Die Chefin (Fernsehserie, Folge: Guter Bulle, böser Bulle)
- 2019: Der Alte (Fernsehserie, Folge: Schmutzige Wäsche)
- seit 2018: Reiterhof Wildenstein (Fernsehreihe) → siehe Episodenliste
- 2019: Frau Holles Garten (Fernsehfilm)
- 2019: Sad Lisa (Kino)
- 2019: Schwerelos (Kino)
- 2022: Ein starkes Team: Abgestürzt (Fernsehreihe)
- 2022: Damaged Goods (Fernsehserie, 3 Folgen)
- 2023: Der Staatsanwalt (Fernsehserie, Folge 18x1 Kontrollverlust)
- 2024: Allein zwischen den Fronten
- 2024: Dünentod – Falsches Spiel
- 2025: Friesland: Abdrift

## Theater
- 2011: Die drei Musketiere (Freilichtbühne im Grassi Museum, Leipzig)
- 2012: Pulverfass (Centraltheater, Leipzig)
- 2012: Sonnenallee (Freilichtbühne im Grassi Museum, Leipzig)
- 2012: Der gestiefelte Kater (Centraltheater, Leipzig)
- 2013: Umdreharbeiten (Centraltheater, Leipzig)
- 2013: War‘s das mal wieder? (Centraltheater, Leipzig)
- 2013: Ion (Centraltheater, Leipzig)
- 2013: Der große Marsch (Centraltheater, Leipzig)
- 2014: Ein Sommernachtstraum (Düsseldorfer Schauspielhaus)
- 2014: Fasching (Lange/Huber) (Schauspiel Leipzig)
- 2014: Wahlverwandtschaften (Schauspiel Leipzig, Leipzig)
- 2015: La Chemise Lacoste (Düsseldorfer Schauspielhaus)
- 2015: Sisters of Swing (Peluso/Berg) (Düsseldorfer Schauspielhaus)
- 2015: Der Sturm (Düsseldorfer Schauspielhaus)
- 2016: Hotel Savoy (Schauspiel Hannover)
- 2017: Amerika (Schauspiel Hannover)
- 2018: Tod für 1,80 Geld (Schauspiel Hannover)
- 2021: Peer Gynt (she/her) (Theater Regensburg)

## Auszeichnung
2013 erhielt Deutschmann für ihre Mitwirkung in dem Theaterstück Der große Marsch (Regie Sebastian Hartmann) den Ensemblepreis beim Theatertreffen deutschsprachiger Schauspielstudierender in Berlin.